# Lexi Thompson
Alexis Noel Thompson, detta Lexi (Coral Springs, 10 febbraio 1995), è una golfista statunitense, attiva principalmente nell'LPGA Tour.
Talento precoce, a 12 anni è divenuta la più giovane golfista a qualificarsi allo U.S. Women's Open (il record è stato poi battuto dall'undicenne Lucy Li nel 2014). Divenuta professionista nel giugno 2010, all'età di 15 anni, l'anno seguente è diventata la più giovane vincitrice nella storia di un torneo dell'LPGA Tour, con il suo successo al Navistar LPGA Classic all'età di 16 anni, sette mesi e otto giorni. Tre mesi più tardi è stata invece la seconda più giovane di sempre a vincere un evento del Ladies European Tour, imponendosi al Dubai Ladies Masters con un margine di quattro colpi. Con la conquista del Kraft Nabisco Championship 2014 a 19 anni, è diventata poi la seconda golfista più giovane della storia ad aggiudicarsi un torneo major.
Vanta la partecipazione al torneo individuale olimpico di Rio de Janeiro 2016 e a quello di Tokyo 2020.

## Biografia
Ultimogenita di Judy e Scott Thompson, nasce nel comune di Coral Springs all'interno di una famiglia di golfisti: i fratelli maggiori Nicholas e Curtis sono anch'essi professionisti.
Appassionata sin da bambina di diverse discipline, tra cui calcio e pallacanestro, ha iniziato a praticare golf all'età di cinque anni e realizzato la sua prima buca in uno all'età di sette. Si è diplomata presso la Broward Virtual Education High tramite istruzione domiciliare.

### Vita privata
Estremamente riservata riguardo alla sua vita privata, è nota per le sue attività di beneficenza: nel maggio 2017 ha avviato un'iniziativa caritatevole in collaborazione con la Navy SEAL, chiamata Lexi Legacy Challenge.
Parallelamente alla carriera sul green, nel 2020 ha lanciato sul mercato anche una linea di prodotti di cosmetica e trucchi e di equipaggiamento sportivo, noti rispettivamente con il marchio LEXI Skin e LEXI Fitness.

## Carriera

### Dilettantismo
Già da dilettante batté numerosi record di precocità grazie al successo ottenuto nei primi anni di carriera.
Nel 2007, appena dodicenne, ottenne la qualificazione allo U.S. Women's Open divenendo la più giovane giocatrice della storia a entrare nel field del major femminile. Il primato fu poi battuto dall'undicenne californiana Lucy Li nel 2014. Qui conobbe l'eliminazione a metà gara dopo un giro in 86 e uno in 82. Lo stesso anno divenne la seconda più giovane vincitrice dell'American Junior Golf Association (AJGA) aggiudicandosi l'Aldila Junior Classic, e la più giovane vincitrice di un campionato PGA Junior grazie al successo al Westfield Junior PGA Championship.
Nel 2008 si aggiudicò il prestigioso United States Girls' Junior Golf Championship. In stagione fece esperienza anche con la seconda apparizione allo U.S. Women's Open dove venne eliminata con due round da 75-77, questa volta per due buche.
Affermatasi come uno dei più promettenti talenti del golf femminile, nel 2009, a 14 anni, si qualificò per la terza volta allo U.S. Women's Open dove per la prima occasione superò il taglio, piazzandosi 34ª a pari merito a +11 (71-73-78-73=295). Più tardi si qualificò al Navistar LPGA Classic, dove mise a segno un primo giro da 65 e finì 27ª a 12 colpi dalla vincitrice Ochoa.

### Professionismo
Esordì a livello professionale nel giugno 2010, siglando da lì a poco importanti sponsorizzazioni con la Cobra Golf e la Red Bull. Senza ancora uno status ufficiale come membro dell'LPGA Tour, nei primi anni di carriera fece infatti affidamento alle esenzioni degli sponsor per partecipare agli eventi: la sua prima esenzione fu in occasione dello ShopRite LPGA Classic, dove fu eliminata per quattro colpi.
Giocò in partite di qualificazione in Florida nel mese di maggio per accedere allo U.S. Women's Open di luglio. Qui finì 10ª a +6 (73-74-70-73=290), novi colpi dietro la vincitrice Creamer, e collezionò la sua prima borsa da professionista pari a 72 131 dollari. Due settimane dopo terminò seconda all'Evian Masters, −13 (69-72-67-67=275), a un solo colpo dalla vincitrice, e guadagnò altri 242 711 dollari. Dopo il suo terzo evento i suoi guadagni ammontavano a 314 842 dollari, che le sarebbero valsi la 18ª posizione nella money list ufficiale della LPGA se fosse stata membro del Tour. Ciò nonostante i risultati conseguiti la fecero salire alla 74ª posizione nel ranking mondiale femminile.
Le iniziali difficoltà della adolescente la portarono nel dicembre 2010 a presentare una petizione all'LPGA affinché le fosse consentito di partecipare sino a 12 tornei del circuito – mentre il limite per le non iscritte al tour era di 6 – in vista della stagione successiva, facendo leva sulle esenzioni degli sponsor. Il presidente Mike Whan non accolse la richiesta della Thompson ma annunciò che il regolamento sarebbe stato modificato per permettere anche alle non inscritte di partecipare alle qualifiche.
Grazie alla propria posizione nel ranking mondiale, nel giugno 2016 ottenne la qualificazione al torneo individuale femminile dei Giochi olimpici di Rio de Janeiro 2016, con il golf che tornò ufficialmente nella rassegna a cinque cerchi dopo ben 104 anni dall'ultima apparizione. Esordì quindi sul green del Campo Olímpico de Golfe per la sua prima esperienza olimpica: malgrado un ottimo round di chiusura furono per lei decisivi i meno brillanti parziali intermedi, che la relegarono a un 19º posto finale con un totale di 281 (68-71-76-66; -3 al par) a parimerito con la colombiana Uribe.
Nell'aprile 2017 si trovò al centro di una controversia all'ANA Inspiration quando, al comando dopo la 12ª buca dell'ultimo giro, fu penalizzata di quattro colpi per aver riposizionato la pallina della 17ª buca del terzo round in un punto diverso da quello esatto. L'infrazione fu segnalata alla giuria da un telespettatore tramite posta elettronica e quindi analizzata: alla Thompson furono affibbiati due punti di penalità per la violazione e altri due per aver firmato un punteggio errato. Rispedita in seconda posizione, a due lunghezze dalla sudcoreana Ryu, riagguantò la rivale asiatica al termine del giro e la portò a uno spareggio, dovendosi tuttavia arrendere alla prima extra buca del tie-break dopo aver fallito il possibile eagle della vittoria. Al termine della gara la statunitense negò ogni intenzionalità nel compimento dell'infrazione di gioco.
Già veterana dei campi da golf nonostante la giovane età, nell'estate del 2018 si ritirò dal Women's British Open adducendo a motivazione la necessità di concentrarsi sulla propria salute mentale. Ritornò sul green un mese dopo per giocare l'Indy Women in Tech Championship (16-19 agosto), evento dell'LPGA Tour. Si rifece nel novembre seguente conquistando il CME Group Tour Championship con quattro colpi di vantaggio sulla giovane emergente Korda.

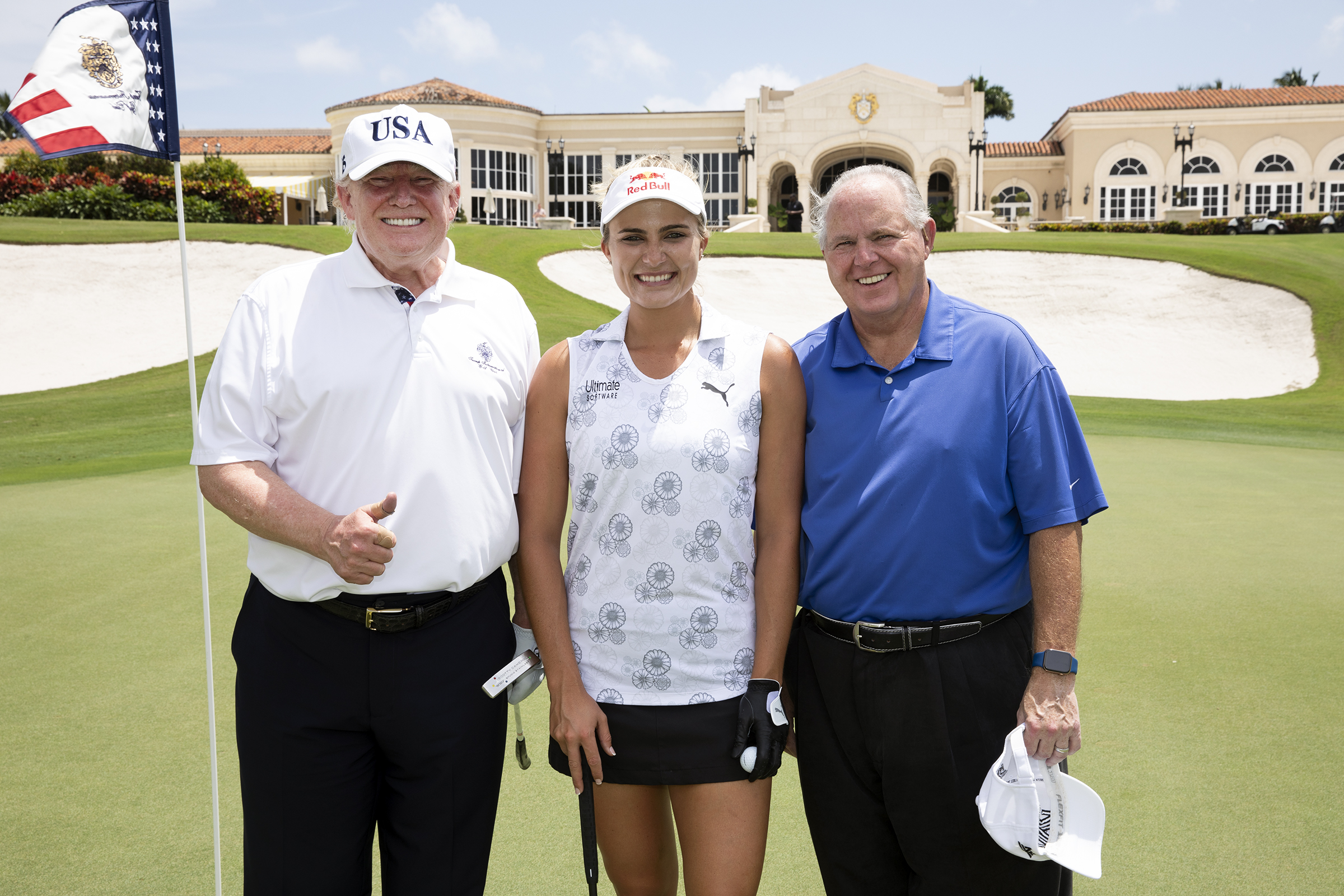
Lexi Thompson assieme al Presidente degli Stati Uniti d'America Donald Trump e al commentatore radiofonico Rush Limbaugh nell'aprile 2019

Il 2 giugno 2019 ottenne il suo miglior piazzamento allo U.S. Women's Open con un 2º posto al Country Club di Charleston, in Carolina del Sud, alle spalle della sudcoreana Lee. Una settimana dopo vinse con un margine di un colpo lo ShopRite LPGA Classic nei pressi di Atlantic City.
A secco di vittorie da due anni, nel giugno 2021 si ritrovò al comando dello U.S. Women's Open dopo tre giri all'Olympic Club di San Francisco. In vantaggio di cinque colpi sulle dirette inseguitrici a nove buche dalla fine, commise però errori fondamentali (tra cui un doppio bogey) nell'ultima fase di gara e mancò per un solo colpo lo spareggio per la vittoria finale. A fine mese, con la pubblicazione dei ranking mondiali, si qualificò per il torneo individuale femminile dei Giochi olimpici di Tokyo 2020, posticipati di un anno a causa della pandemia di COVID-19. Sul campo del Kasumigaseki Country Club di Kawagoe chiuse la sua seconda avventura olimpica con un totale di 281 (72-71-69-69; −3) che le valse la 33ª posizione in solitaria. L'intera gara fu svolta sotto un caldo torrido che mise a dura prova il suo normale svolgimento: la statunitense, in particolare, dovette ricorrere a tre caddie nei primi due giorni a seguito di un malore di uno di essi.

## Risultati in carriera

### Vittorie sull'LPGA Tour
| Legenda                          |
| Tornei major (1)                 |
| Altri tornei dell'LPGA Tour (10) |

| Nr. | Data              | Torneo                          | Punteggio       | Al par | Margine | Seconda classificata        |
| --- | ----------------- | ------------------------------- | --------------- | ------ | ------- | --------------------------- |
| 1   | 18 settembre 2011 | Navistar LPGA Classic           | 66-68-67-70=271 | −17    | 5 colpi | Tiffany Joh                 |
| 2   | 13 ottobre 2013   | Sime Darby LPGA Malaysia        | 67-63-66-69=265 | −19    | 4 colpi | Feng Shanshan               |
| 3   | 17 novembre 2013  | Lorena Ochoa Invitational       | 72-64-67-69=272 | −16    | 1 colpo | Stacy Lewis                 |
| 4   | 6 aprile 2014     | Kraft Nabisco Championship      | 73-64-69-68=274 | −14    | 3 colpi | Michelle Wie                |
| 5   | 26 luglio 2015    | Meijer LPGA Classic             | 69-64-68-65=266 | −18    | 1 colpo | Gerina Piller Lizette Salas |
| 6   | 18 ottobre 2015   | LPGA KEB Hana Bank Championship | 68-67-69-69=273 | −15    | 1 colpo | Park Sung-hyun Yani Tseng   |
| 7   | 28 febbraio 2016  | Honda LPGA Thailand             | 64-72-64-68=268 | −20    | 6 colpi | Chun In-gee                 |
| 8   | 21 maggio 2017    | Kingsmill Championship          | 65-65-69-65=264 | −20    | 5 colpi | Chun In-gee                 |
| 9   | 9 settembre 2017  | Indy Women in Tech Championship | 63-66-68=197    | −19    | 4 colpi | Lydia Ko                    |
| 10  | 18 novembre 2018  | CME Group Tour Championship     | 65-67-68-70=270 | −18    | 4 colpi | Nelly Korda                 |
| 11  | 9 giugno 2019     | ShopRite LPGA Classic           | 64-70-67=201    | −11    | 1 colpo | Lee Jeong-eun               |

Record negli spareggi (playoff) dell'LPGA Tour (0–3)
| Nr. | Anno | Torneo                         | Avversaria(e)                | Risultato                                             |
| --- | ---- | ------------------------------ | ---------------------------- | ----------------------------------------------------- |
| 1   | 2017 | Pure Silk-Bahamas LPGA Classic | Brittany Lincicome           | Perde per un birdie alla prima extra buca.            |
| 2   | 2017 | ANA Inspiration                | Ryu So-yeon                  | Perde per un birdie alla prima extra buca.            |
| 3   | 2017 | Manulife LPGA Classic          | Chun In-gee Ariya Jutanugarn | Jutanugarn vince con un birdie alla prima extra buca. |

## Tornei major

### Vittorie
| Anno | Torneo                     | Dopo 54 buche            | Punteggio             | Margine | Seconda classificata |
| ---- | -------------------------- | ------------------------ | --------------------- | ------- | -------------------- |
| 2014 | Kraft Nabisco Championship | Al comando a pari merito | −14 (73-64-69-68=274) | 3 colpi | Michelle Wie         |

### Risultati completi
| Torneo                   | 2007 | 2008 | 2009  | 2010 | 2011 | 2012 | 2013 | 2014 | 2015 | 2016 | 2017 | 2018 | 2019 | 2020 | 2021 |
| ------------------------ | ---- | ---- | ----- | ---- | ---- | ---- | ---- | ---- | ---- | ---- | ---- | ---- | ---- | ---- | ---- |
| ANA Inspiration          |      |      | P21 D | P24  |      | P22  | P48  | 1    | 7    | 5    | 2    | P20  | 3    | 4    | P36  |
| U.S. Women's Open        | EL   | EL   | P34   | P10  | EL   | P14  | P13  | T7   | P42  | P32  | P27  | P5   | P2   | EL   | 3    |
| Women's PGA Championship |      |      |       |      | EL   | P30  | P28  | P17  | 3    | P22  | P7   | P15  | P26  | P30  | P52  |
| The Evian Championship ^ |      |      |       |      |      |      | 3    | P10  | 2    | P22  | P48  | EL   | EL   | NT   |      |
| Women's British Open     |      |      |       |      |      | P17  | EL   | P54  | P17  | P8   | P11  |      | P16  | EL   |      |

^ L'Evian Championship fu aggiunto come torneo major nel 2013.
     Vittoria
     Top 10
     Non partecipante
D = Dilettante

EL = eliminazione a metà gara

NT = nessun torneo

"P" = pari merito